# § 60-selskab
Et § 60-selskab er en virksomhed, der er oprettet i henhold til § 60 i kommunestyrelsesloven. Selskabet består for det meste kun af kommuner. Selskabet er typisk et I/S, men kan også ses som et A.m.b.a.-selskab.
Et § 60-selskab kan lovgivningsmæssigt ikke organiseres som kapitalselskab (A/S, ApS eller P/S). Selskabet skal have mindst to ejere (kaldet interessenter, hvis det er et I/S).
Et § 60-selskab er karakteriseret ved, at interessentkommunerne hæfter solidarisk, ubegrænset og direkte for § 60-selskabets forpligtelser. Selskabet er en “særkommune” og dermed omfattet af de samme regler som kommunerne, herunder kommunestyrelsesloven, kommunalfuldmagten, offentlighedsloven mv.
Et § 60-selskab får overdraget kompetence fra de deltagende kommuner, der fastlægges i selskabets vedtægter. Vedtægterne regulerer typisk også kommunernes indbyrdes forhold som ejere. Selskabet skal have sine vedtægter godkendt af Statsforvaltningen; det samme gælder for alle vedtægtsændringer, ophør samt udtræden.
§ 60-selskaberne bruges til at løfte en større opgave mellem flere kommuner, såsom fælles beredskaber, affaldsforbrændinger, naturgasforsyninger mm.